# Río Osos
Der Río Osos ist ein rechter Zufluss des Río Chimoré in Bolivien, der über den Río Ichilo, den Río Mamoré und den Rio Madeira dem Amazonas zufließt.

## Verlauf
Der Río Osos durchfließt in seiner gesamten Länge von fünfzig Kilometern das Municipio Pojo in der Provinz Carrasco im Departamento Cochabamba und mündet an der Grenze zum Municipio Totora in den Río Chimoré. Der Fluss entspringt an den südlichen Hängen des Cerro Sore Orkho in der Serranía de Khellu Loma in der bolivianischen Voranden-Region. Der Río Osos fließt weitgehend in nordwestlicher Richtung, rechts des Flusses erstreckt sich – ebenfalls in nordwestlicher Richtung – die Serranía de Iniricarsama.
Zahlreiche kleine Nebenflüsse und Bäche münden aus südwestlicher und nordöstlicher Richtung in den Río Osos, der ebenso wie die Serranía de Iniricarsama und die westlich anschließende Serranía del Imajana zum Nationalpark Carrasco gehört.